# Nertereanos

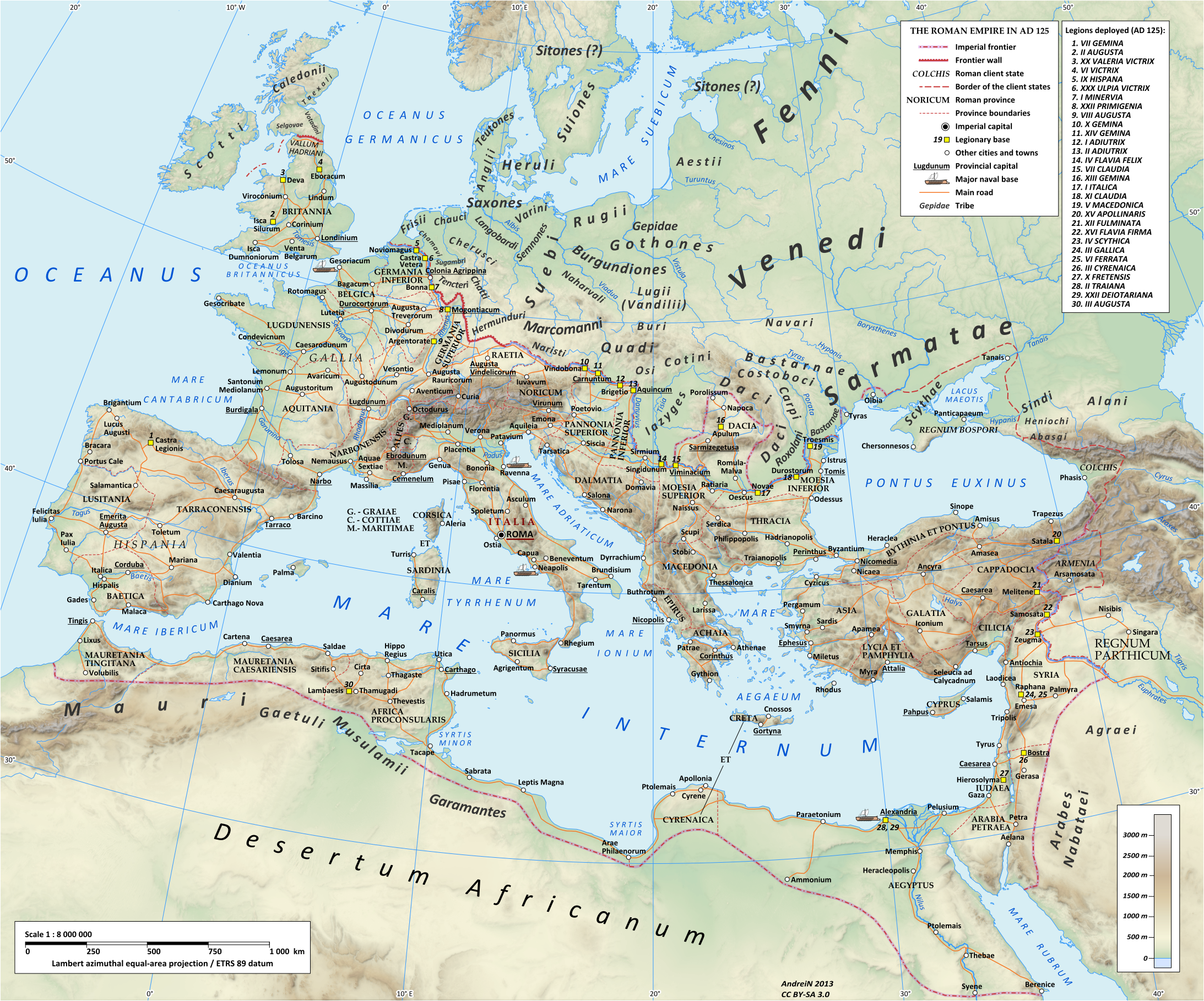
O Império Romano, sob Adriano (117–138), com a possível localização de Catos, Batavos, Nertereanos e outras tribos germânicas.

Os Nertereanos eram um povo germânico. São mencionados por Cláudio Ptolomeu em seu Geografia, como os mais antigos habitantes da região habitada pelos Catos, ao leste das montanhas Abnoba.  Era a região do Hessen central e setentrional e da Baixa Saxônia meridional, ao longo do alto rio Weser e nos vales e montanhas dos rios Eder, Fulda e Werra, o que corresponde hoje ao Hessen-Kassel. Essa região era, segundo Tácito, em 70 d.C., ocupada pelos Catos os batavos. 